# Gul gaddbagge
Gul gaddbagge (Mordellistena neuwaldeggiana) är en skalbaggsart som först beskrevs av Georg Wolfgang Franz Panzer 1796.  Gul gaddbagge ingår i släktet Mordellistena, och familjen tornbaggar. Enligt den svenska rödlistan är arten sårbar i Sverige. Arten förekommer på Gotland, Öland, Götaland och Svealand. Artens livsmiljö är skogslandskap, jordbrukslandskap.

## Bildgalleri

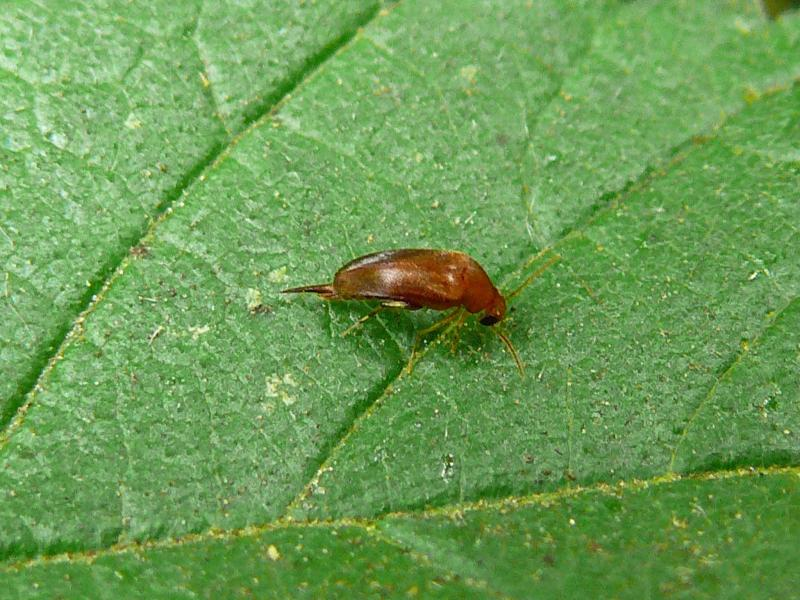
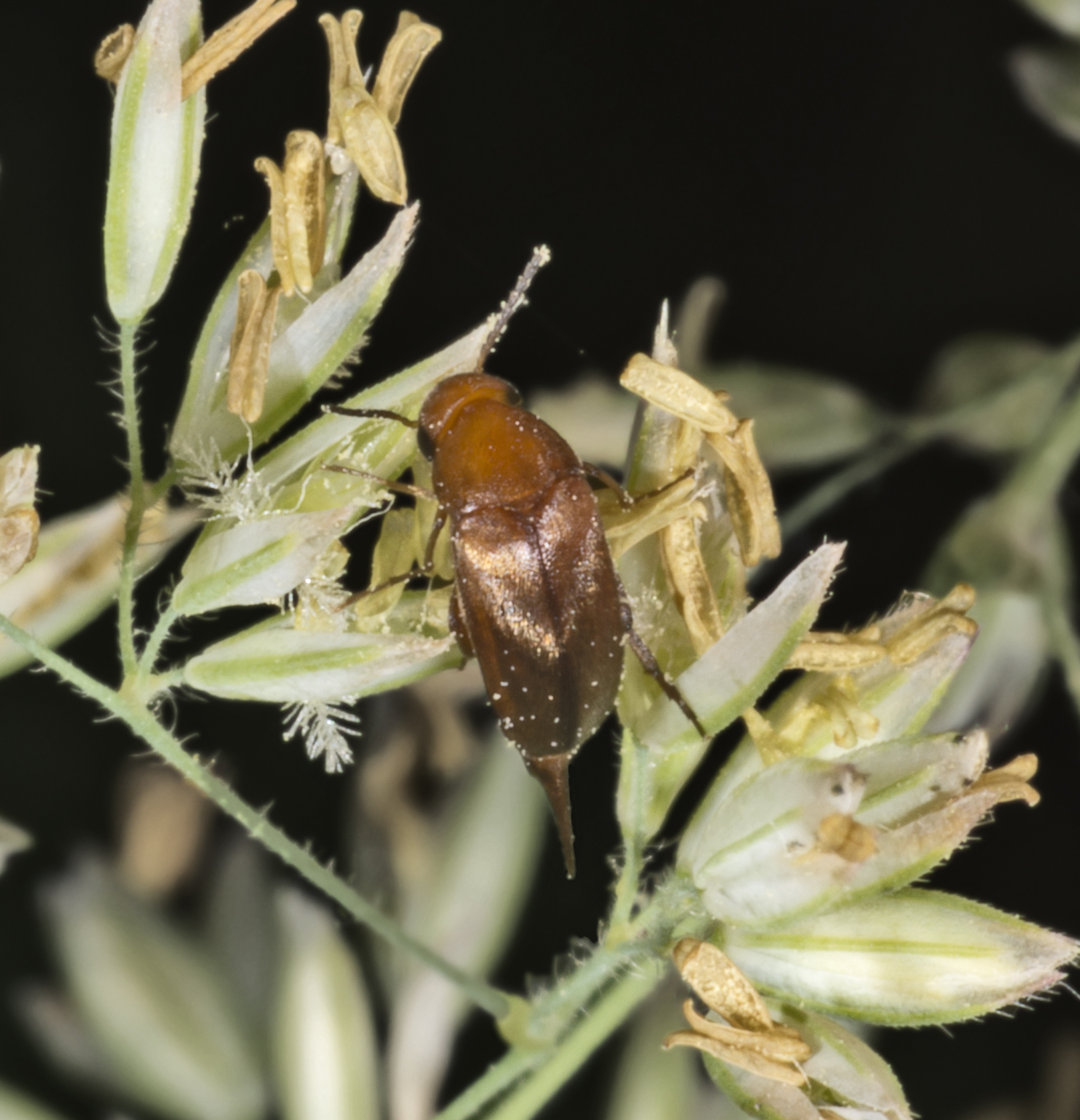